# Claude de Forbin

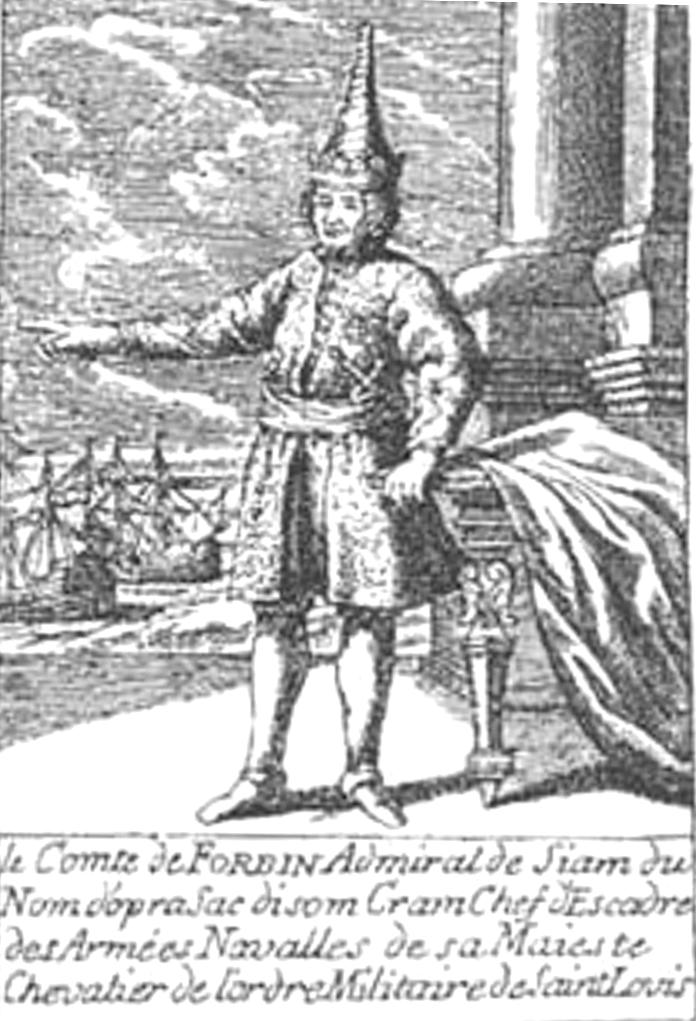
Claude de Forbin i siamesisk amiralsdräkt.

Claude de Forbin, född 6 augusti 1656, död 4 mars 1733, var en fransk greve och sjömilitär.
Forbin rymde som pojke hemifrån och deltog i flera av den franska flottans sjötåg. 1685 blev han medlem av en ambassad till Siam, och under sin tid där chef för den siamesiska flottan, men återvände hem 1688 och tog en ärofull del i pfalziska tronföljdskriget och spanska tronföljdskriget. Han utmärkte sig särskilt i kaparkriget. Som eskaderchef gjorde han ett misslyckat försök att överföra pretendenten Jakob Edvard Stuart till Skottland och tog därefter avsked. Forbin har författat memoarer, som utkommit i flera upplagor.